# Bir El Hammam
Bir El Hammam là một đô thị thuộc tỉnh Sidi Bel Abbès, Algérie. Dân số thời điểm năm 2002 là 2.169 người.